# Liste der denkmalgeschützten Objekte in Paldau
Die Liste der denkmalgeschützten Objekte in Paldau enthält die 8 denkmalgeschützten, unbeweglichen Objekte der österreichischen Gemeinde Paldau im steirischen Bezirk Südoststeiermark.

## Denkmäler
| Foto |                 | Denkmal                                                                          | Standort                                                                              | Beschreibung | Metadaten |
| ---- | --------------- | -------------------------------------------------------------------------------- | ------------------------------------------------------------------------------------- | --- | --- |
| ja   | Datei hochladen | Pfarrhof HERIS-ID: 61019 Objekt-ID: 73419                                        | Paldau 32 Standort KG: Paldau                                                         | | BDA-Hist.: Q38093990 Status: § 2a Stand der BDA-Liste: 2025-06-30 Name: Pfarrhof GstNr.: 416/1                                                                                                  |
| ja   | Datei hochladen | Kath. Pfarrkirche hl. Veit HERIS-ID: 61020 Objekt-ID: 73420                      | Standort KG: Paldau                                                                   | → Hauptartikel : Veitskirche (Paldau) f1 | BDA-Hist.: Q2512167 Status: § 2a Stand der BDA-Liste: 2025-06-30 Name: Kath. Pfarrkirche hl. Veit GstNr.: .41 Veitskirche (Paldau)                                                              |
| ja   | Datei hochladen | Ortskapelle hl. Maria HERIS-ID: 61026 Objekt-ID: 73426                           | in Pöllau Standort KG: Saaz                                                           | | BDA-Hist.: Q38094019 Status: § 2a Stand der BDA-Liste: 2025-06-30 Name: Ortskapelle hl. Maria GstNr.: .92                                                                                       |
| ja   | Datei hochladen | Kath. Filialkirche hl. Sebastian am Saazerkogel HERIS-ID: 37355 Objekt-ID: 36469 | Saaz 27, gegenüber Standort KG: Saaz                                                  | Die Filialkirche ist ein kleiner spätgotischer Bau mit Erweiterungen des 17. und 19. Jahrhunderts. Dem zweijochigen Innenraum ist im Westen ein Turm aus dem Jahr 1829 vorgestellt. Der Hochaltar im Knorpelwerkstil stammt aus der Mitte des 17. Jahrhunderts. | BDA-Hist.: Q37975192 Status: Bescheid Stand der BDA-Liste: 2025-06-30 Name: Kath. Filialkirche hl. Sebastian am Saazerkogel GstNr.: .86 Filialkirche hl. Sebastian am Saazkogel                 |
| ja   | Datei hochladen | Römisches Hügelgräberfeld HERIS-ID: 112012 Objekt-ID: 130059seit 2013            | westlich Saaz 25, Saazkogel, 62166 Unterstorcha Standort KG: Saaz, 62166 Unterstorcha | Das Hügelgräberfeld hängt mit dem römischen Vicus zusammen und ist mit etwa 80 Tumuli in drei langgestreckten Reihen eines der größten der Steiermark. Es wurden, insbesondere bei Rettungsgrabungen nach einem Baumsturz 1999, reiche Grabbeigaben gefunden. Anmerkung: Das römische Hügelgräberfeld erstreckt sich in Ostwest-Richtung über die KGs Saaz und Unterstorcha. | BDA-Hist.: Q37828103 Status: Bescheid Stand der BDA-Liste: 2025-06-30 Name: Römisches Hügelgräberfeld GstNr.: 108/2, 118, 122/2, 119/1, 119/2, 123/2, 115/1, 120/1, 111/3, 1450, 1448 Saazkogel |
| BW   | Datei hochladen | Römisches Hügelgräberfeld HERIS-ID: 112263 Objekt-ID: 130338seit 2013            | westlich Saaz 25, Saazkogel Standort KG: Unterstorcha                                 | Das Hügelgräberfeld hängt mit dem römischen Vicus zusammen und ist mit etwa 80 Tumuli in drei langgestreckten Reihen eines der größten der Steiermark. Es wurden, insbesondere bei Rettungsgrabungen nach einem Baumsturz 1999, reiche Grabbeigaben gefunden. Anmerkung: Das römische Hügelgräberfeld erstreckt sich in Ostwest-Richtung über die KGs Saaz (siehe dort) und Unterstorcha. | BDA-Hist.: Q37830134 Status: Bescheid Stand der BDA-Liste: 2025-06-30 Name: Römisches Hügelgräberfeld GstNr.: 1450, 1448 Saazkogel                                                              |
| ja   | Datei hochladen | Hallstattzeitliche Hügelgräber HERIS-ID: 112265 Objekt-ID: 130355seit 2013       | Saazkogel Standort KG: Saaz                                                           | Zwei Gruppen von jeweils zehn Hügelgräbern aus der frühen und mittleren Hallstattzeit befinden sich am Saazerkogel westlich der Kirche. Einige waren reich ausgestattet, nicht alle Funde sind aber erhalten. | BDA-Hist.: Q37830192 Status: Bescheid Stand der BDA-Liste: 2025-06-30 Name: Hallstattzeitl. Hügelgräber GstNr.: 66/2, 48/2 Saazkogel                                                            |
| ja   | Datei hochladen | Römerzeitlicher Vicus Saaz HERIS-ID: 112461 Objekt-ID: 130654seit 2017           | Standort KG: Saaz                                                                     | Die römerzeitliche Siedlung erstreckte sich über neun Hektar und war damit eine der größten römischen Siedlungen in der Oststeiermark. Im oberen Bereich gab es hölzerne Wirtschaftsgebäude mit Ziegeldächern, im Talbereich Steingebäude und eine Schotterstraße. In der 2. Hälfte des 1. Jahrhunderts entstanden, ist eine Unterbrechung der Belegung in der Mitte des 2. Jahrhunderts und eine zweite Blütezeit um 200 nachzuweisen. Gegen Mitte des 3. Jahrhunderts wurde die Siedlung nach und nach aufgegeben. Nach Ausgrabungen in den 2000er Jahren wurde ein Teil mit einem Schutzbau mit Informationstafeln ausgestattet und der Öffentlichkeit zugänglich gemacht. | BDA-Hist.: Q37831132 Status: Bescheid Stand der BDA-Liste: 2025-06-30 Name: Römerzeitlicher Vicus Saaz GstNr.: 93/4, 96/1, 81, 93/2, 93/3, 90, 80/2, 74/10                                      |